# 帯広の森野球場
帯広の森野球場（おびひろのもりやきゅうじょう）は、北海道帯広市にある野球場。

## 概要
1990年（平成2年）、緑ヶ丘公園野球場に替わる施設として帯広の森運動公園内に開場。十勝地区の野球・ソフトボール大会に使用されているほか、日本プロ野球の公式戦も開催される。球場をほぼ二分する形で芽室町との境界があり、バックスクリーンに向かってレフト側が帯広市、ライト側が芽室町にあたる。

## 施設
- 開場期間（5月1日から10月15日）
- グラウンド（両翼97.6 m、センター122 m、バックストップ20 m）
- 外野フェンスの高さ2.5 mコンクリート壁（ラバーフェンス1.5 m+ネットフェンス1.0 m）
- スコアボード（磁気反転式）
- ダッグアウト（ホームは3塁側、ビジターは1塁側）
- グラウンドキーパー室
- 選手控室
- 医務室
- 競技役員室
- 会議室
- シャワー室
- 収容人員23,044人（内野8,008人、外野15,000人）[4]
  - 身体障害者用36人（身障者18人、付添人18人）[4]

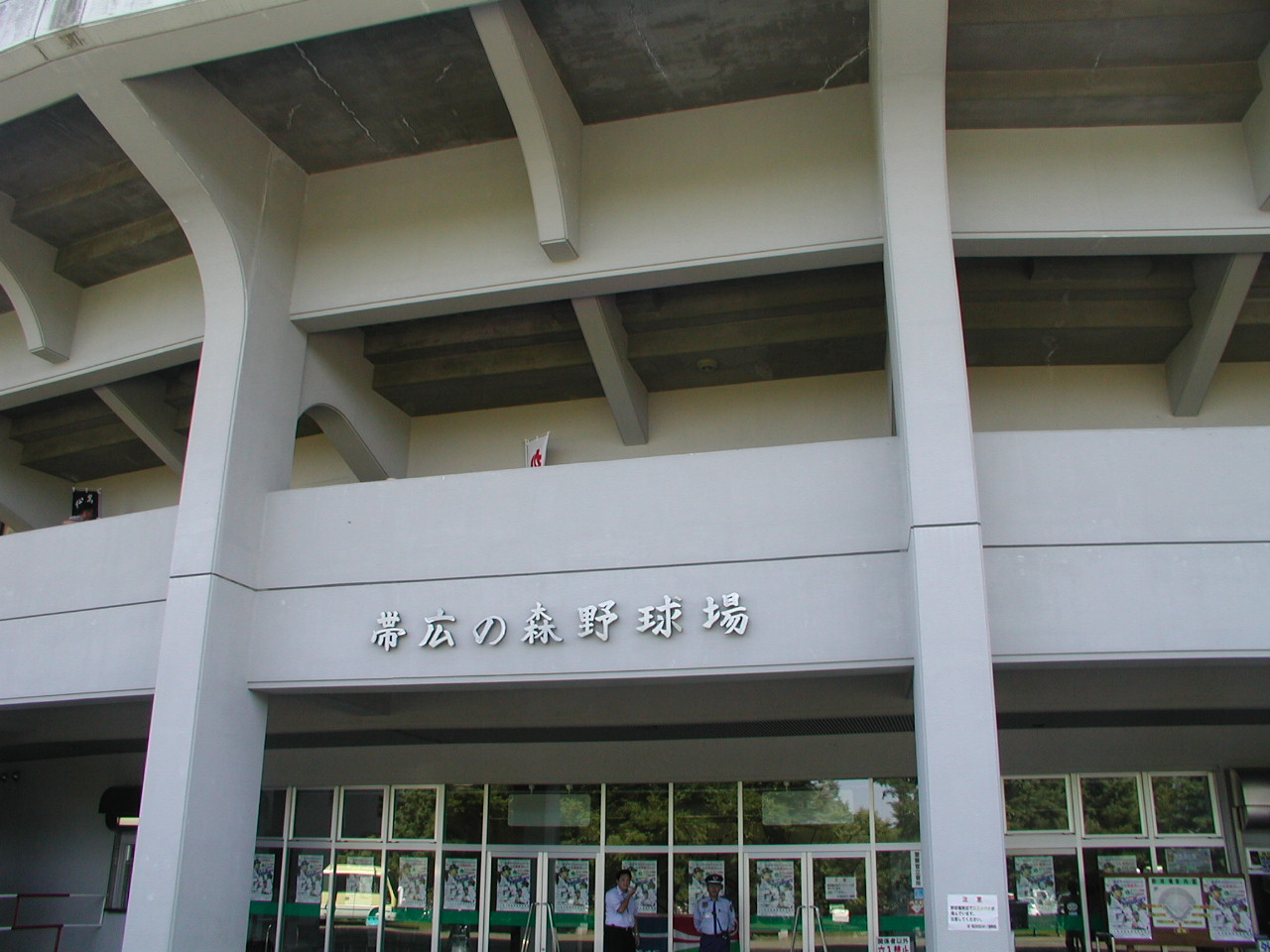
正面入口（2006年8月）
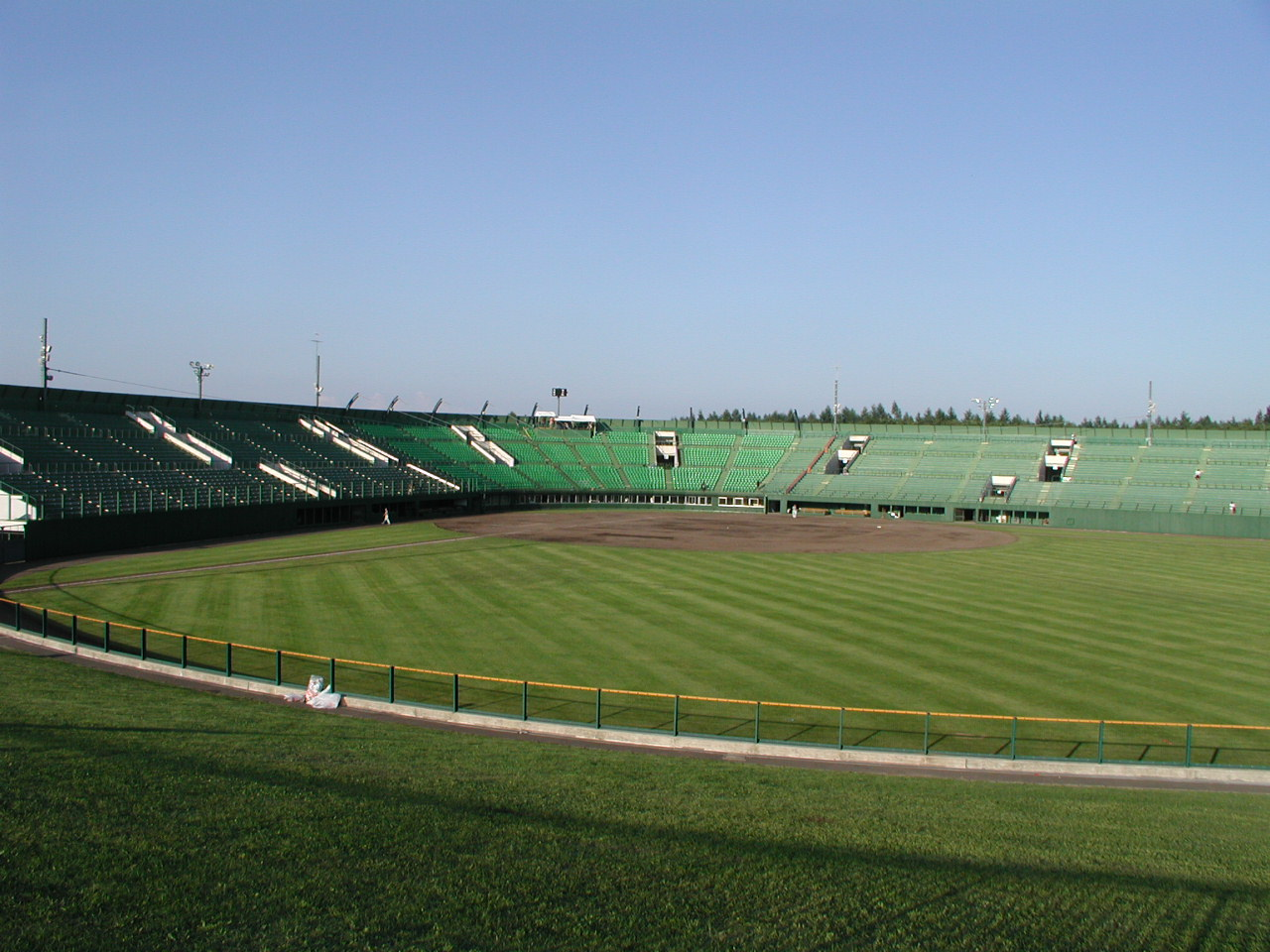
外野席から内野スタンドを望む（2006年8月）
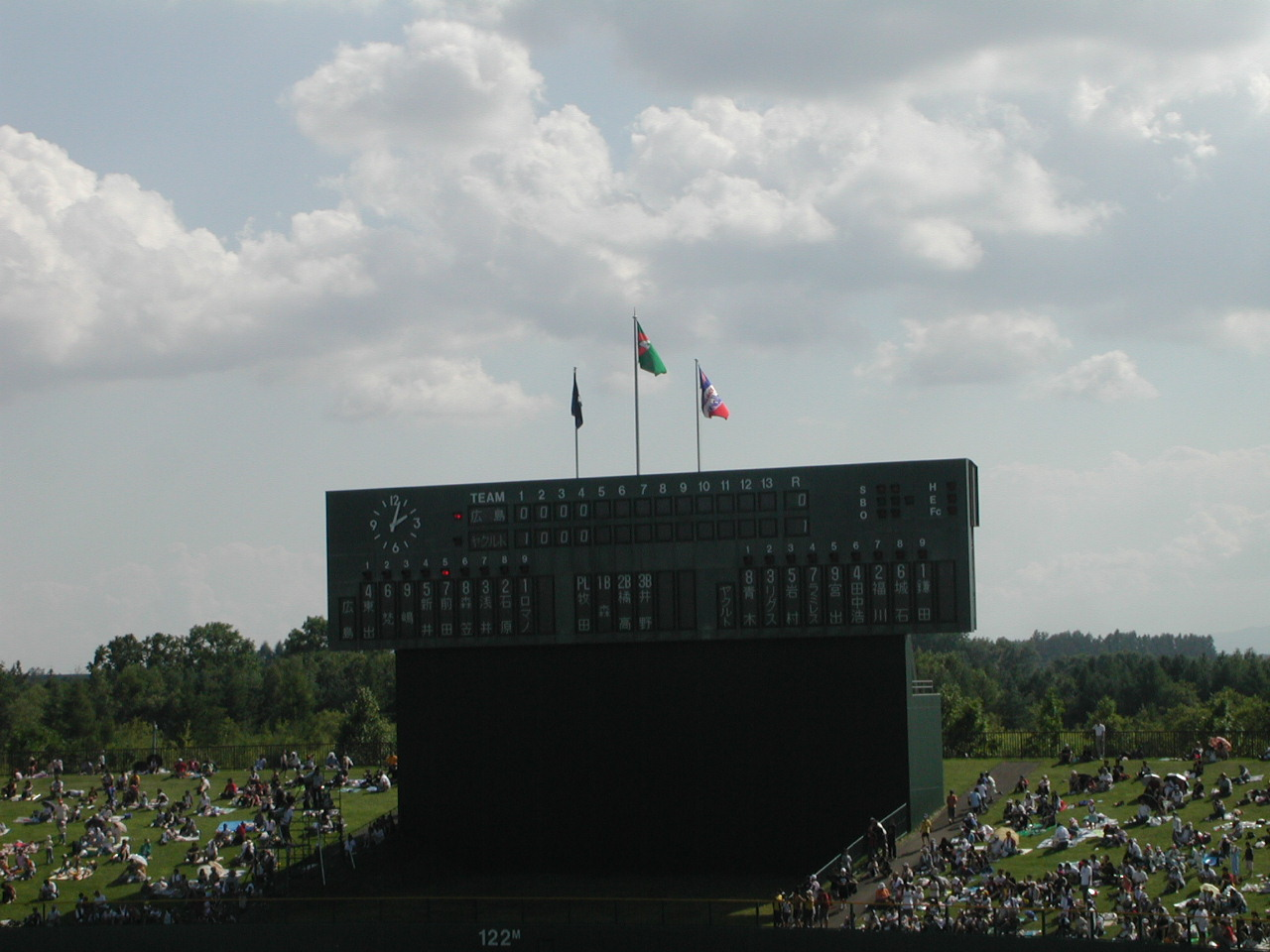
スコアボード（2006年8月）

## 利用状況
本球場初となるプロ野球公式戦は、1991年（平成3年）の日本ハムファイターズ（北海道日本ハムファイターズ）対オリックスブルーウェーブ（オリックス・バファローズ）戦。ナイター設備がないためデーゲーム開催となる。
- 北海道日本ハムファイターズの主催試合
  - 2004年（平成16年）に本拠地を北海道に移転。札幌以外での道内主催試合として2004年（平成16年）と2006年（平成18年）は千代台公園野球場（オーシャンスタジアム）と花咲スポーツ公園硬式野球場（スタルヒン球場）で、2005年（平成17年）は釧路市民球場と本球場で開催していたが、2007年（平成19年）と2008年（平成20年）は4球場すべてで開催した（2009年の釧路の試合はノーゲーム、本球場での試合（いずれも日本ハム対西武戦）は雨天中止[5]）。2010年（平成22年）から2016年（平成28年）までは釧路での開催が取り止めとなり、函館、旭川、帯広での開催となっていた[5]。2017年（平成29年）より釧路での主催試合が復活した。
  - 一軍本拠地がエスコンフィールドHOKKAIDOに移転した2023年以降は一軍の公式戦は開催されていないが、二軍の公式戦は開催されている。

- 横浜DeNAベイスターズの主催試合
  - 1998年（平成10年）7月12日の横浜ベイスターズ（横浜DeNAベイスターズ）対中日ドラゴンズ12回戦は、当時のセントラル・リーグのルールが延長15回制であったが、ナイター設備がないため12回裏終了時点で日没コールドゲームとなり、9-9の引き分けで試合終了となった[6]。

- ヤクルトスワローズの主催試合
  - これまでにヤクルトスワローズ（東京ヤクルトスワローズ）が1997年（平成9年）、2001年（平成13年）、2006年（平成18年）に公式戦を開催している[要出典]。

利用実績（2005年以降）
- 2005年7月31日、北海道日本ハムファイターズ対オリックス・バファローズ戦、21,693人
- 2006年8月27日、東京ヤクルトスワローズ対広島東洋カープ戦、10,674人
- 2007年7月29日、北海道日本ハムファイターズ対千葉ロッテマリーンズ戦、22,886人
- 2008年7月6日、北海道日本ハムファイターズ対オリックス・バファローズ戦、21,063人
- 2010年7月31日・8月1日、北海道日本ハムファイターズ対埼玉西武ライオンズ戦、18,753人、17,164人
- 2011年7月26日・27日、北海道日本ハムファイターズ対オリックス・バファローズ戦、20,196人[7]、14,414人[8]
- 2012年8月7日・8日、北海道日本ハムファイターズ対福岡ソフトバンクホークス戦、18,165人[9]、16,723人[10]
- 2013年8月17日・18日、北海道日本ハムファイターズ対福岡ソフトバンクホークス戦、22,486人[11]、20,483人[12]
- 2014年8月5日・6日、北海道日本ハムファイターズ対オリックス・バファローズ戦、16,441人[13]、13,537人[14]
- 2015年7月14日・15日、北海道日本ハムファイターズ対福岡ソフトバンクホークス戦、14,118人[15]、14,197人[16]
- 2016年7月20日、北海道日本ハムファイターズ対東北楽天ゴールデンイーグルス戦、12,294人[17]
- 2017年7月26日、北海道日本ハムファイターズ対千葉ロッテマリーンズ戦、12,263人[18]
- 2018年8月1日、北海道日本ハムファイターズ対千葉ロッテマリーンズ戦、13,051人[19]
- 2019年8月29日、北海道日本ハムファイターズ対埼玉西武ライオンズ戦、12,535人[20]
- 2021年7月14日、北海道日本ハムファイターズ対オリックス・バファローズ戦、4,444人[21]
- 2022年8月24日、北海道日本ハムファイターズ対オリックス・バファローズ戦、8,553人[22]

## アクセス
北海道旅客鉄道（JR北海道）帯広駅からバスで約40分